# Schafbrühlweiher
Der Schafbrühlweiher ist ein Stillgewässer in der baden-württembergischen Gemeinde Wald im Landkreis Sigmaringen in Deutschland.

## Lage
Der rund ein Hektar große Schafbrühlweiher, gut ein Kilometer südwestlich des Dorfes auf einer Höhe von rund 672 m ü. NHN gelegen, gehört naturräumlich zum Linzgau. Er ist in Privatbesitz.
Der Zulauf des Weihers erfolgt über Weihergraben, der Abfluss über den Weihergraben, den Burraubach, den Kehlbach und den Andelsbach zur Donau und damit ins Schwarze Meer.

## Geschichte
Der Schafbrühlweiher wurde ehemals als Fischweiher durch das Kloster Wald angelegt, die Regulierung wird mit einem Mönch gesteuert. Er umfasste ursprünglich ein Gelände von rund 1,6 Hektar. Wegen der moorigen Wasserqualität wurde er bereits 1844 trockengelegt. Anschließend erhielten die Landwirte das Weihergelände, das später „Ninive“ genannt wurde – der Weiher wird umgangssprachlich bis heute „Ninive-Weiher“ genannt –, als Streuwiesen. Um 1960 erfolgte die Ausbesserung und Schließung des Damms sowie die Flutung der Streuwiesen.

## Weiherwanderweg
Der Schafbrühlweiher liegt am 2008 angelegten, fünf Kilometer langen Weiherwanderweg, der verschiedene ehemalige und bestehende Weiher des Klosters miteinander verbindet. Der Startpunkt des Wanderwegs liegt am Klosterweiher direkt beim Kloster Wald.